# 白石中央
白石中央（しろいしちゅうおう）とは、北海道札幌市白石区にある地名である。なお、札幌市で定める表記は「白石中央」ではなく「中央」である。

## 概要
- 函館本線より南、東札幌より北に位置する。菊水と平和通・本通と挟まれたエリアである。かつて近くに貨物駅である東札幌駅があった関係で工場などが多く存在する。

## 歴史
現在の白石区中央は元は白石町中央西である。中央東は後に本通、平和通などの地名になった。現在でも旧・中央東地区の町内会は白石中央東親交会という名前が使われている。白石中央、中央西などのバス停留所名は2014年（平成26年）3月31日まで存在していた。

## 住所
| 町丁                | 郵便番号 |
| ------------------- | -------- |
| 中央1条1丁目～7丁目 | 003-0011 |
| 中央2条1丁目～7丁目 | 003-0012 |
| 中央3条1丁目～6丁目 | 003-0013 |

## 白石中央にある施設

### 道路
- 国道12号

### 鉄道
近隣に、
- 白石駅 (JR北海道)（平和通3北）
- 白石駅 (札幌市営地下鉄)（東札幌2-6）
- 東札幌駅（東札幌2-2）

がある。

### 商業施設
- タイヤ館白石中央店（中央2-3）
- 八百屋夢屋 - 巨大倉庫建物を再利用した産直野菜販売店。喫茶店も併設。（中央3-3）
- バーガーキング札幌白石店（中央1-7）
- びっくりドンキー白石中央店（中央2-6）
- 日産プリンス札幌販売白石支店（中央2-7）
- 札幌トヨペット白石店（中央2-1）
- ネッツトヨタ道都白石店（中央1-6）
- 三菱ふそうトラック・バス北海道ふそう本部（中央2-1）

### その他
- テルモ札幌統轄支店（中央3-3）
- 小野薬品工業札幌支店（中央1-2）
- ホクリヨウ（中央2-3）